# 蛮勇演説
蛮勇演説（ばんゆうえんぜつ）は、1891年（明治24年）12月に第2回帝国議会で行われた樺山資紀海軍大臣の演説。薩長藩閥政府の正当性と民党批判を力説し、民党側の強い反発を引き起こして衆議院を解散させる一因となった。

## 解説
1891年11月、第1次松方内閣が翌年の予算案を帝国議会へ提出したが、これは海軍艦艇建造費275万円・製鋼所設立費225万円を含む前年度比約650万円増となっていた。この予算案に対し、民党は、前の第1次山縣内閣時からの主張「民力休養・政費節減」を継続した。そして海軍内の綱紀粛正がなされなければ予算は認められないなどとして、海軍艦艇建造費・製鋼所設立費を含む約800万を削減した予算改定案を出した。
海軍要求を無視するこの改定案に樺山海相が激高、12月22日の衆議院本会議で、「薩長政府トカ何政府トカ言ッテモ、今日国ノ此安寧ヲ保チ、四千万ノ生霊ニ関係セズ、安全ヲ保ッタト云フコトハ、誰ノ功カデアル。」という演説を行い、薩長藩閥政府の正当性を主張するとともに民党の海軍・政府批判に反論した。
民党の経費削減方針を真っ向から否定するこの演説の結果、民党側議員が猛反発してその場は大混乱となった。
その後、民党の政府への反発が強まり衆議院で改定案を原案とする予算案が可決された。このため松方正義首相は12月25日に衆議院解散を初めて行うこととなった。
初期議会における薩長政府と民党の対立を示す事件である。